# Santa Ana del Arco
Santa Ana del Arco är en ort i Mexiko.   Den ligger i kommunen Tarímbaro och delstaten Michoacán de Ocampo, i den södra delen av landet, 210 km väster om huvudstaden Mexico City. Santa Ana del Arco ligger 1 853 meter över havet och antalet invånare är 401.
Terrängen runt Santa Ana del Arco är kuperad norrut, men söderut är den platt. Runt Santa Ana del Arco är det ganska tätbefolkat, med 70 invånare per kvadratkilometer. Närmaste större samhälle är Morelia, 14,0 km söder om Santa Ana del Arco. I omgivningarna runt Santa Ana del Arco växer huvudsakligen savannskog.